# غلبرت ستيوارت
كلبرت تشارلز ستيوارت (بالإنجليزية: Gilbert Charles Stuart) وهو رسام أمريكي من رود آيلاند ولد في يوم 3 ديسمبر 1755 في رود آيلاند في أمريكا البريطانية، يعتبر من أوائل الرسامين الأمريكان بعد تأسيس دولة الولايات المتحدة في سنة 1776، وكان أفضل عمل لهُ لوحته غير المنتهية لجورج واشنطن والتي تسمى The Athenaeum، حيث بدأ برسم هذه اللوحة في سنة 1796 ولم ينتهي منها أبدا ولوحته هذه لا زالت موجودة مع 130 نسخة بيعت كل منها بمائة دولار، كما أنه رسم لوحات أخرى تعود للقرنين الثامن عشر والتاسع عشر.
كما رسم لوحة شكلية لأكثر من 1000 شخص، كان منهم 6 رؤساء للولايات المتحدة، ولوحاته ممكن إيجادها اليوم في المتاحف الأمريكية والبريطانية منها متحف المتروبوليتان للفنون وفريك كوليكشن في مدينة نيويورك وفي المعرض الوطني للفنون في مدينة واشنطن العاصمة وفي معرض اللوحات الوطني في لندن ومتحف فن وورسستر في ماساتشوستس وفي متحف الفنون الجميلة في بوسطن، توفي كلبرت في 9 يوليو 1828 في مدينة بوسطن.

## سيرته

### بداية حياته
وُلد غيلبرت ستيوارت في 3 ديسمبر 1755 في سواندرستاون، وهي قرية في مستعمرة رود آيلاند ومزارع بروفيدنس، كان الطفل الثالث لغيلبرت ستيوارت، مهاجر اسكتلندي يعمل في صناعة التبغ، وإليزابيث أنتوني ستيوارت، وهي عضوة في عائلة بارزة مالكة للأراضي من ميدلتاون، رود آيلاند. كان والد ستيوارت يمتلك مطحنة في أمريكا، والتي كانت تقع في الطابق السفلي من منزل العائلة.
انتقل ستيوارت إلى نيوبورت، رود آيلاند في سن السادسة، حيث تابع والده العمل في مجال التجارة. في نيوبورت، بدأت تظهر مواهبه كرسام. في عام 1770، تعرّف على الفنان الاسكتلندي كوزمو ألكسندر، زائر المستعمرات الذي رسم صورًا للرعاة المحليين وأصبح معلمًا لستيوارت. بتوجيه من ألكسندر، رسم ستيوارت صورة صياد عندما كان في الرابعة عشرة من عمره؛ وهي معلقة اليوم في قصر هنتر هاوس في نيوبورت.
عام 1771، انتقل ستيوارت إلى اسكتلندا مع ألكسندر لإنهاء دراسته. ومع ذلك، توفي ألكسندر في إدنبرة بعد عام واحد. حاول ستيوارت تأمين لقمة العيش ومتابعة مسيرته في الرسم، ولكن دون جدوى، لذلك عاد إلى نيوبورت في عام 1773.

### انجلترا وأيرلندا
تعرض مستقبل ستيوارت كرسام للخطر من قبل بداية الثورة الأمريكية واضطراباتها الاجتماعية. على الرغم من كونه وطنيًا، سافر إلى إنجلترا عام 1775. بدأ أسلوب رسمه خلال هذه الفترة في التطور إلى ما وراء الأسلوب الخطي المتشدد نسبيًا الذي تعلمه من الإسكندر. لم ينجح في البداية في السعي وراء مهنته، لكنه أصبح ربيبًا لبنيامين ويست في عام 1777 ودرس معه في السنوات الست التالية. كانت العلاقة مفيدة، حيث عرض ستيوارت لأول مرة في الأكاديمية الملكية في ربيع عام 1777.
بحلول عام 1782، حقق ستيوارت نجاحًا كبيرًا، ويرجع ذلك إلى حد كبير إلى الإشادة بـصورة السير ويليام غرانت. كانت هذه أول صورة كاملة الطول لستيوارت ووفقًا لمؤرخة الفن مارغريت سي إس كريستمان، قال ستيوارت إنه ارتقى فجأة إلى الشهرة من خلال صورة واحدة.

### نيويورك وفيلادلفيا
أنهى ستيوارت إقامته التي استمرت 18 عامًا في بريطانيا وأيرلندا عام 1793، تاركًا وراءهُ العديد من اللوحات غير المكتملة. عاد إلى الولايات المتحدة مع وضع هدف معين في الاعتبار: رسم صورة لجورج واشنطن، وجعل نقاشًا يعيد إنتاجها، وإعالة أسرته ببيع النقوش. استقر لفترة وجيزة في مدينة نيويورك وتابعت لجان بورتريه من الأشخاص المؤثرين الذين يمكن أن يلفتوا انتباه واشنطن إليه. في عام 1794، رسم رجل الدولة جون جاي. في عام 1795، انتقل ستيوارت إلى جيرمانتاون، فيلادلفيا حيث افتتح استوديو.

### بوسطن 1805-1828
انتقل ستيوارت إلى شارع ديفونشاير في بوسطن عام 1805، عرض أعماله محليًا في مستودع دوجيت وجوليان هول. كان يبحث عنه للحصول على المشورة من قبل فنانين آخرين، مثل جون ترمبل وتوماس سولي وواشنطن ألستون وجون فاندرلين.

### الحياة الشخصية
تزوج ستيوارت من شارلوت كوتس حوالي سبتمبر 1786؛ كانت تصغره بـ 13 عامًا وكانت جميلة جدًا. كان لديهم 12 طفلًا، توفي خمسة منهم بحلول عام 1815 وتوفي اثنان آخران عندما كانا صغيرين. كانت ابنتهما جين (1812-1888) رسامة أيضًا. باعت العديد من لوحاته ونسخها المقلدة من استوديوهاتها في بوسطن ونيوبورت، رود آيلاند. في عام 2011، أدخلت في قاعة مشاهير التراث في رود آيلاند.
في عام 1824، أصيب بجلطة دماغية أصابته بشلل جزئي، لكنه استمر في الرسم لمدة عامين حتى وفاته في بوسطن في 9 يوليو 1828، في 72. دُفن في المدفن الجنوبي القديم في بوسطن كومون.
ترك ستيوارت عائلته غارقة في الديون، ولم تتمكن زوجته وبناته من شراء موقع قبر. لذلك دُفن في قبر غير مميز تم شراؤه بثمن بخس من بنجامين هاولاند، نجار محلي. تعافت عائلته من متاعبهم المالية بعد 10 سنوات، وخططوا لنقل جسده إلى مقبرة عائلية في نيوبورت. ومع ذلك، لم يتمكنوا من تذكر مكان جثته بالضبط، ولم يجري نقلها أبدًا. هناك نصب تذكاري لستيوارت وزوجته وأطفالهم في نيوبورت.
أقام معرض بوسطن أثينيوم معرضًا مفيدًا لأعمال ستيوارت في أغسطس 1828 في محاولة لتقديم مساعدة مالية لعائلته. كان هذا أول عرض علني لصورة رأس أثينا غير المكتملة عام 1796.

## الإرث
بحلول نهاية حياته المهنية، رسم غيلبرت ستيوارت تشابهًا لأكثر من 1000 شخصية سياسية واجتماعية أمريكية. أشادوا به لحيوية وطبيعية صوره، ووجد رعاياه شركته مقبولة. قال جون آدمز:
بالحديث بشكل عام، لا تكفير عن الذنب مثل صورة المرء. يجب أن تجلس في وضع مقيد وغير طبيعي، وهو تجربة للمزاج. لكن أود أن أجلس مع ستيوارت من الأول من يناير إلى آخر ديسمبر، لأنه يسمح لي بفعل ما يحلو لي، ويسعدني دائمًا بمحادثاته.
اشتهر ستيوارت بالعمل دون مساعدة من الرسومات، بدءًا من اللوحة القماشية مباشرةً، وهو أمر غير معتاد جدًا في تلك الفترة الزمنية. اقتُرحَ منهجه من خلال النصيحة التي قدمها لتلميذه ماثيو هاريس جويت: لا تتدخر الألوان أبدًا، قم برسم صورك، ولكن احتفظ بألوانك منفصلة قدر المستطاع.
ابتكر جون هنري إسحاق بروير قناع حياة ستيوارت حوالي عام 1825. في عام 1940، أصدر مكتب البريد الأمريكي سلسلة من الطوابع البريدية تسمى سلسلة الأمريكيين المشهورين لإحياء ذكرى مشاهير الفنانين والمؤلفين والمخترعين والعلماء والشعراء والمعلمين والموسيقيين. عُثر على غيلبرت ستيوارت في إصدار 1 سنت في فئة الفنانين، جنبًا إلى جنب مع جيمس ماكنيل ويسلر وأوغسطس سانت جودنز، ودانييل تشيستر فرينش، وفريدريك ريمنغتون.

## رسومات لشخصيات بارزة
- أبيجيل آدامز - السيدة الأولى الثانية للولايات المتحدة، زوجة جون آدامز.[34]
- جون آدامز - الرئيس الثاني للولايات المتحدة.
- جون كوينسي آدامز - الرئيس السادس للولايات المتحدة.
- تشارلز همفري أثيرتون - ممثل الولايات المتحدة من نيو هامبشاير من 1815 إلى 1817.
- جون جاكوب أستور - أول مليونير أمريكي، تاجر فراء، راعي فني.
- جون بانيستر - في نيوبورت، رود آيلاند.
- العميد البحري جون باري - والد البحرية الأمريكية.
- العميد البحري أوليفر هازارد بيري - بطل معركة بحيرة إيري عام 1814.
- آن ويلينغ بينغهام - فيلادلفيا الإجتماعي.
- هوراس بيني - محامٍ بارز في فيلادلفيا.
- إليزابيث بودوين، ليدي تمبل - زوجة السير جون تمبل، أول قنصل عام بريطاني للولايات المتحدة، 1785.[35]
- هيو هنري براكنريدغ - كاتب أمريكي، قاضي المحكمة العليا في بنسلفانيا، ومؤسس جامعة بيتسبرغ.[36]
- جان بابتيست كاسميير بريشارد - مؤدي ومنتج مسرحي.
- روزالي ستير كالفيرت - وريثة بلجيكية المولد وأم لتشارلز بنديكت كالفيرت.
- ماري ويلينغ كليمر - فيلادلفيا إجتماعي.
- جون سينغلتون كوبلي - رسام بورتريه استعماري أمريكي.
- توماس داوز - مهندس معماري أمريكي، وباني، وقائد عسكري، وسياسي.
- هوراشيو جيتس - جنرال في الحرب الثورية الأمريكية.
- الملك جورج الثالث - ملك المملكة المتحدة لبريطانيا العظمى وأيرلندا، 1760-1820.
- الملك جورج الرابع - ملك المملكة المتحدة لبريطانيا العظمى وأيرلندا، 1820-.1830
- جون جاي - أول رئيس للمحكمة العليا للولايات المتحدة.
- توماس جيفرسون - الرئيس الثالث للولايات المتحدة.
- روفوس كينغ - موقع على دستور الولايات المتحدة.
- روبرت كينغسميل - أميرال في البحرية الملكية أثناء الحروب الثورية الأمريكية والفرنسية.
- الملك لويس السادس عشر - ملك فرنسا، 1774-1792.
- جيمس ماديسون - الرئيس الرابع للولايات المتحدة.
- صامويل مايلز - جنرال الحرب الثورية وعمدة فيلادلفيا.
- جيمس مونرو - الرئيس الخامس للولايات المتحدة.
- دانيال بينكني باركر - تاجر شهير في بوسطن.
- جون راندولف من رونوك - عضو الكونغرس والسيناتور بفرجينيا.[36]
- جوشوا رينولدز - فنان إنجليزي.[36]

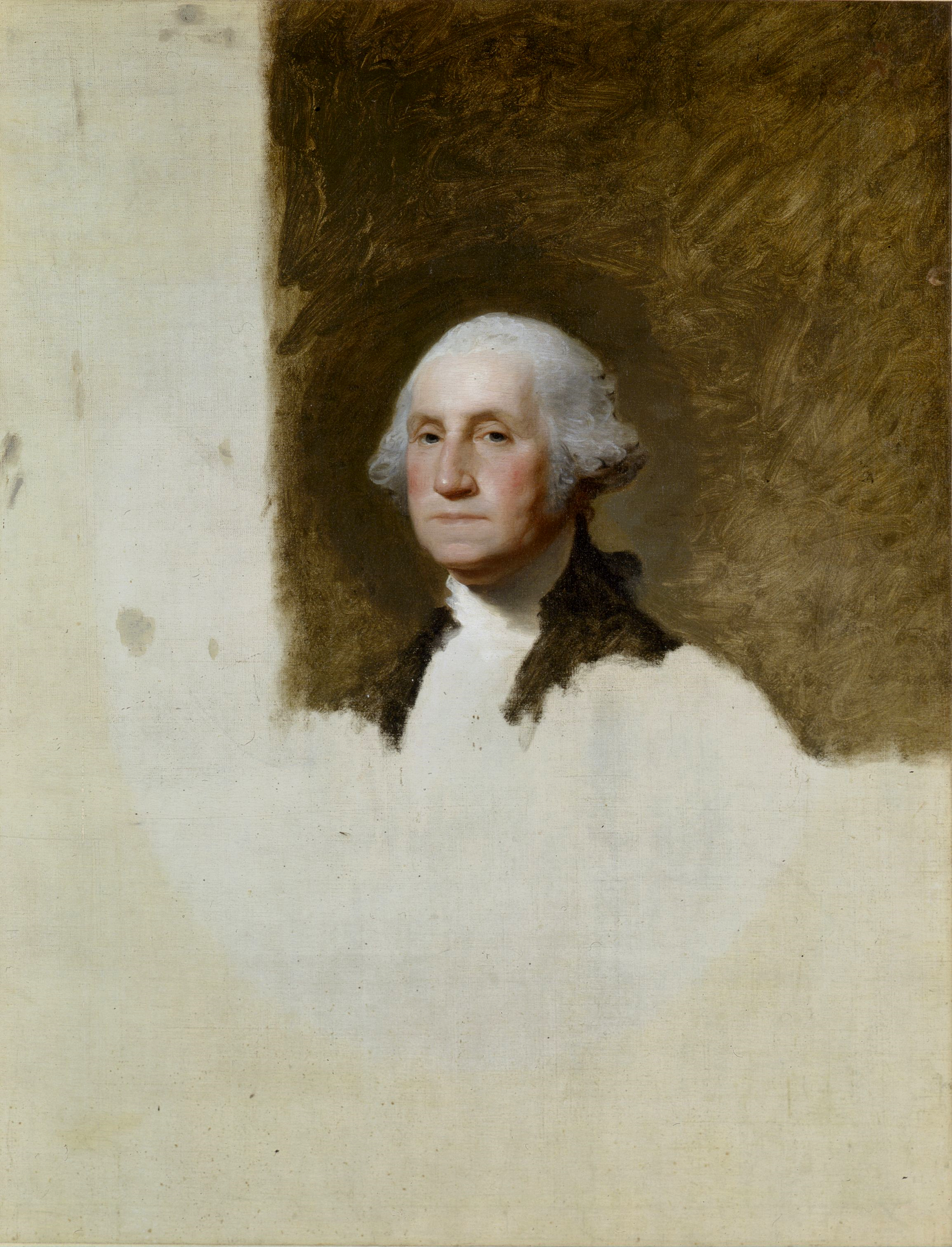
لوحة جورج واشنطن غير المنتهية

## روابط خارجية
- غلبرت ستيوارت على موقع الموسوعة البريطانية (الإنجليزية)
- غلبرت ستيوارت على موقع إن إن دي بي (الإنجليزية)